# Tramvia de Múrcia

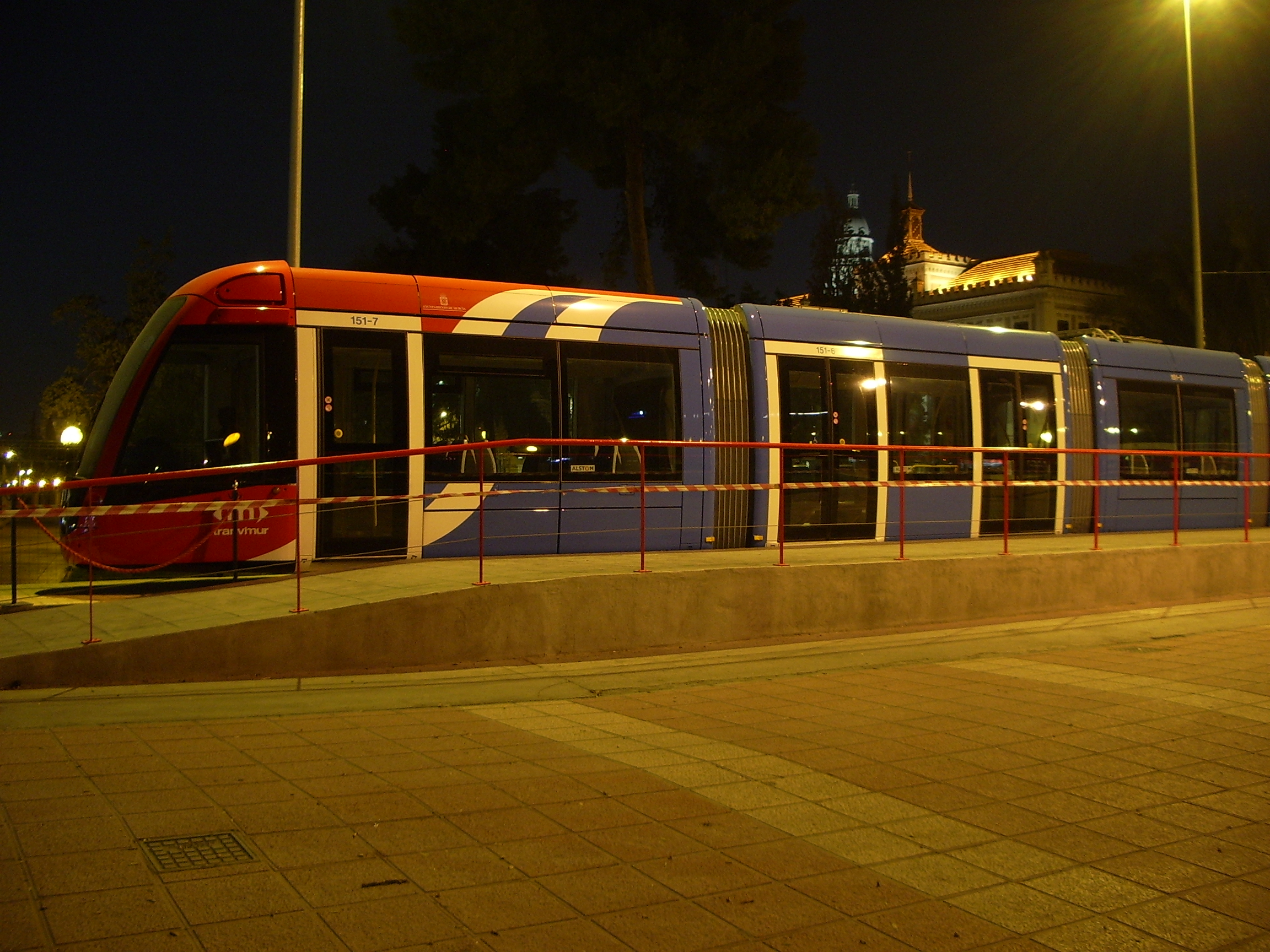
Model de tramvia ALSTOM Citadis utilitzat durant el període experimental.

El tramvia de Múrcia és un projecte que es troba actualment en obres. S'ha construït un tram experimental d'uns 2000 metres de longitud i un ample de via internacional, que uneix el centre de la ciutat (Plaça Circular) passant per Avinguda Juan Carlos I, C. C. Zig-Zag, Carrefour Zaraíche, fins a la zona de negocis de Juan Carlos I, en l'entrada de Espinardo. L'empresa encarregada de la  construcció i explotació és la UTE formada per Acciona i Cívica (Tranvimur).
Aquesta línia experimental està operativa des del dia 29 d'abril de 2007. A partir d'aquí, és d'ús gratuït en un termini de dos anys i mig. Durant el seu primer any en servei, la línia ha registrat gairebé un milió de passatgers. En el seu primer recorregut amb viatgers, el campió d'Europa de 1.500 metres Juan Carlos Higuero va reptar i va guanyar al tramvia amb 150 persones pujades. Va arribar a la meta amb un temps de 5 minuts i 51 segons, sis menys que el tramvia.
Hi ha previstes quatre línies que donarien servei a bona part del municipi de Múrcia.

## Línies
Totes les línies uniràn les pedanías i municipis dels afores amb el centre urbà de Múrcia i els punts de l'extraradi més importants com centres comercials i universitats.

### Línia 1

#### Recorreguts
- Plaça Circular - Nova Condomina
- Plaça Circular - Campus Universitari
- Plaça Circular - La Ñora

#### Altres dades d'interès
- Kilometres: 17
- Estacions: 28
- Intercambiadors: Circular, Juan Carlos I amb Tierno Galván, UMU, UCAM, Juan de Borbón amb avinguda de La Flota, Cabezo de Torres i estadi.
- Passatgers: 34.000 per dia, 12 milions per any (previsió).

Les obres van començar al juliol de 2009 i no estaran finalitzades fins al 2011. Aquesta línia donarà servei a la zona nord de Múrcia, comunicant zones clau com el Campus de Espinardo, Espinardo, els centres comercials Thader i Nova Condomina, així com el nou estadi Nova Condomina amb el centre de Múrcia en poc temps a través sempre d'una plataforma reservada per a ús exclusiu del tramvia.
D'aquesta línia es troba en servei el tram experimental que consta de 2km i 4 desocupades, des de la inauguració el 2 de maig de 2007. Els passatgers que han passat per aquesta línia ronden gairebé el milió i mig (agost 2008), el que es un bon presagi del succés quan la línia serà acabada. En una següent fase es perllongarà el traçat fins al municipi de Molina de Segura i també des de la Plaça Circular fins a la futura estació intermodal del barri del Carme.

### Línia 2
Aquesta línia comunicarà l'estació central de RENFE a Múrcia amb la part sud de la ciutat mitjançant una plataforma tramviària reservada, donarà servei a El Palmar, l'Hospital Verge de la Arrixaca, el Poligono industrial Oest (mitjançant un branc) o Sangonera la Verde.

### Línia 3
Aquesta línia servirà l'est de Múrcia i substituirà bona part del traçat de la línia C-1 de rodalia RENFE, a l'anar aquesta per una nova variant lluny dels nuclis urbans, s'ha optat perquè el tramvia el substitueixi, ja que és un servei ràpid i que s'integra perfectament en les ciutats i pedanías. Connectarà Los Dolores, Beniaján, Torreagüera i Los Ramos, també constarà de plataforma tramviària reservada.

### Línia 4
Recorrerà l'oest de Múrcia partint de l'estació intermodal donant servei a la ciutat d'Alcantarilla i a pedanías com Javalí Nou, La Ñora i Pobla del Soto.

## Unitats mòbils
Actualment s'utilitzen tramvies Citadis 302 com els empleats en les línies de metro Lleuger de la Comunitat de Madrid (és més, venen del Metro Lleuger de Madrid).
- Alimentació: 750 Vcc.
- Ample de vía: 1.435 mm.
- Llarg : 32,3 m.
- Ample: 2,4 m.
- Altura d'accés: 320 mm.
- Altura de pis: 350 mm.
- Capacitat total de viatgers: 188
- Seients: 52
- Velocitat màxima: 70km/h
- Potencia: 4 x 120 Kw

## Estació Intermodal del Carme
Totes les línies de tramvia tindran parada a l'estació dels ferrocarrils, que serà un gran intercomunicador entre autobusos urbans i interurbans, quatre línies de tramvia, dues de rodalia, trens de mitjana i llarga distància i els trens d'alta velocitat (AVE).

## Futures ampliacions
Mentre funciona la línia experimental, s'iniciarà la construcció de la línia definitiva, que continuarà per Espinardo i Els Rectors, fins al Campus Universitari de Espinardo i la Universitat Catòlica San Antonio. Altre branc passarà per l'avinguda Juan de Borbó, Churra, centres comercials de la Zona Nord i Estadi Municipal Nova Condomina.
En posteriors fases a les ja citades, el tramvia de Múrcia, connectarà amb la Ciutat Sanitària "Verge de la Arrixaca", l'hospital més gran de la regió de Múrcia.

## Canvi climàtic i medi ambient
El tramvia de Múrcia no té certificat que l'electricitat que utilitza procedeix de fonts renovables, a fi de mitigar el canvi climàtic i protegir el medi ambient.